# Голубянка осирис
Голубянка осирис, голубянка Осирис или Голубянка Осириса, или Голубянка маленькая (лат. Cupido osiris) — вид дневных бабочек из семейства Голубянки (Lycaenidae).

## Распространение
Палеарктический вид. Западная, Восточная и Южная Европа (включая Россию и Украину). Кавказ, Крым, Малая Азия (Турция), Южная Сибирь, Алтай, Саяны, Забайкалье, Монголия, Средняя Азия, Тянь-Шань, Джунгарский Алатау. В европейской части России северная граница ареала проходит по Пензенской, Тульской, Ульяновской областям и Башкортостану. 

## Этимология
Вид был впервые описан в 1829 году немецким энтомологом Йоханном Вильгельмом Мейгеном и назван им в честь Осириса — бога возрождения, царя загробного мира в древнеегипетской мифологии.

## Описание
Длина 9—17 мм. Крылья самца сверху синего цвета с чёрным краем. Самка бурая. Жилки Sc (субкостальная) и R1 (Cs) на переднем крыле слитые (у близкого вида Cupido minima они раздельные). Бабочки из разных мест (Южный Урал, Нижнее Поволжье, Крым и др.) характеризуются относительной стабильностью признаков. Бабочки из Ставропольского края отличаются более крупными размерами, хорошо развитым рисунком на нижней стороне крыльев, обычно хорошо выраженным фиолетовым прикорневым опылением на верхней стороне крыльев самки.

## Ареал вида
Южная и Юго-восточная Европа, Закавказье, Кавказ, Малая и  Центральная Азия, Казахстан, юг Сибири к востоку до Забайкалья. Встречается в Юго-западной Словакии, в Западной Венгрии и в Румынии. На Украине вид встречается в Прикарпатской долине Днестра, локально в степной и лесостепной зонах и в Горном Крыму. Вид найден также в окрестностях Киева, в Украинском степном и Луганском заповедниках. В европейской части России северная граница проходит по лесостепи: в Кондольском и Лунинском районах Пензенской области, в окрестностях поселков Шиловка, Средниково, станции Рябина в Ульяновской области. Самая северная находка вида известна на юге Тульской области. На Южном Урале северная граница ареала вида проходит по Башкортостану и Челябинской области, а также в Оренбургской области. В Нижнем Поволжье вид достаточно локален и связан преимущественно с меловыми степными массивами. Отмечена Голубянка осирис также на меловом массиве Дивногорье в Воронежской области. В Ростовской области встречается у хуторов Калининский и Лысогорка. На юге ареала приурочен к горно-экспозиционным разнотравно-остепненным сообществам в Краснодарском крае и на юге Ставрополья. В горах Большого Кавказа встречается до высоты 2100 м над ур. м..

## Местообитание
Вид заселяет разнотравно-остепненные луга по склонам гор и холмов, луга различных типов в лесостепной зоне, меловые степи. На большом Кавказе заселяет разнотравные луга субальпийского и лесного поясов. На севере ареала предпочитает влажные луга, разреженные лиственные леса, опушки лесов.

## Биология
Развивается в одном - двух поколениях. Время лёта бабочек на севере ареала наблюдается с июля по август, на Украине и на Южном Урале - с конца мая по август-сентябрь. На Кавказе бабочки встречаются с середины июня по конец июля, местами - до начала августа. 
Бабочки летают над цветущими участками с преобладанием бобовых у меловых и мергелевых выходов, по южным экспозициям гор. Большие количества самцов в горах Большого Кавказа отмечается у водотоков совместно с другими видами голубянок. 
Самки откладывают яйца на цветы, на которых впоследствии кормится гусеница. Гусеницы питаются цветами эспарцета (Onobrychis), Colutea, Чина луговая, Onobrychis arenaria и других травянистых бобовых. Зимует гусеница, которая посещается муравьями рода Lasius, в частности с муравьями Lasius alienus.

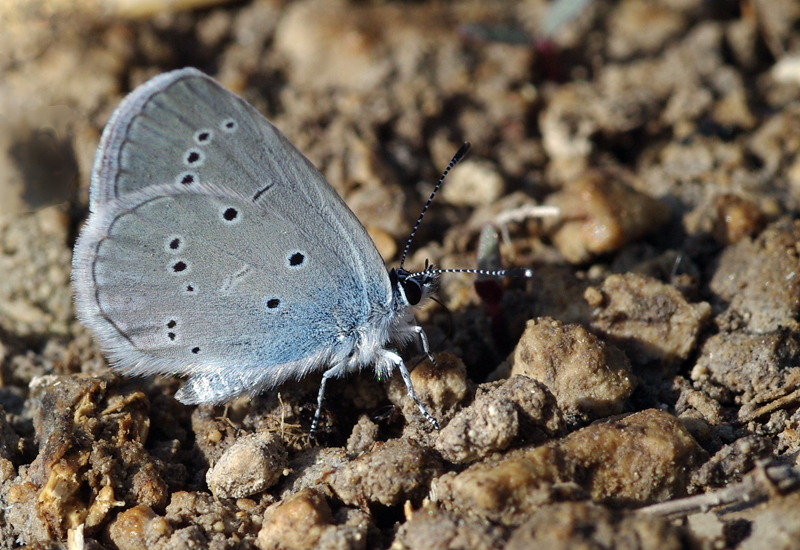
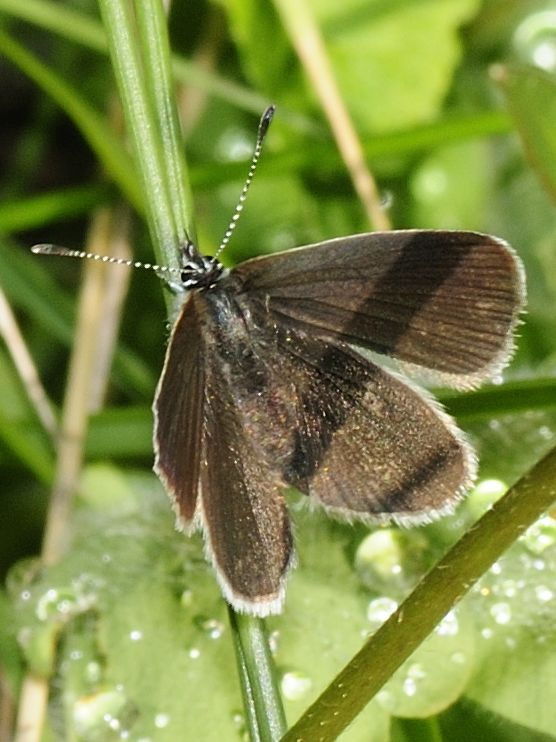
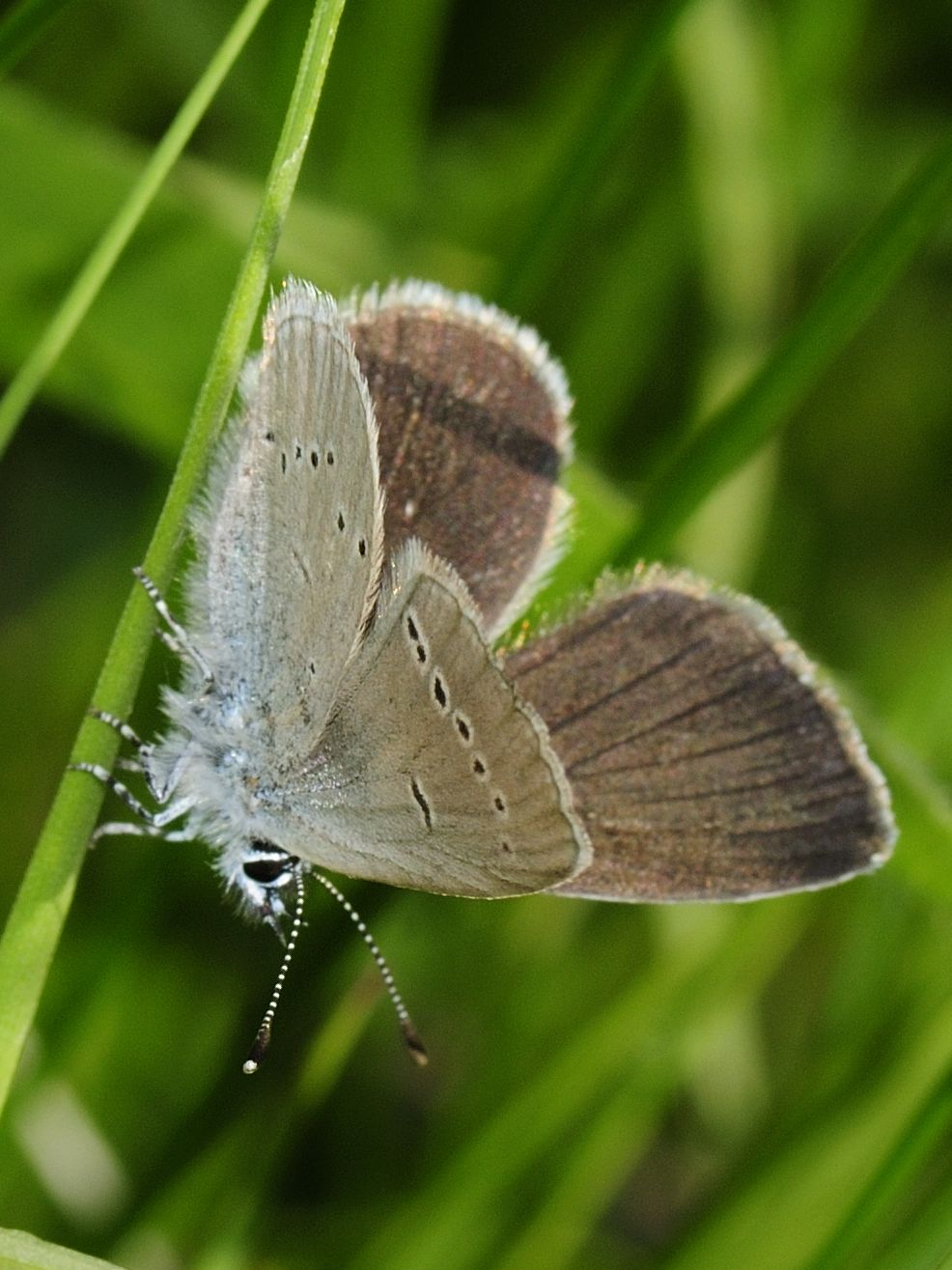